# Ferencvárosi TC (labdarúgás)
A Ferencvárosi Torna Club, vagy röviden FTC Magyarország legsikeresebb és legnagyobb szurkolótáborral rendelkező sportegyesülete.
1899-es alapítása óta 36 alkalommal avatták magyar bajnokká, 24 alkalommal hódította el a Magyar Kupát, 1965-ben az olasz Juventust legyőzve (azóta is egyetlen magyar csapatként) nyerte meg az Európa-liga és az UEFA-kupa elődjét, a Vásárvárosok kupáját. 1975-ben a második helyet szerezte meg a kupagyőztesek Európa-kupájában. 1995-ben első magyar csapatként a Bajnokok Ligája csoportkörébe, 2004-ben szintén elsőként az UEFA-kupa csoportkörébe jutott. 2019-ben az UEFA-kupa utódsorozatának, az Európa-liga csoportkörébe, 2020-ban pedig első magyar csapatként második alkalommal is a Bajnokok Ligája csoportkörébe jutott. 2021-ben és 2022-ben ismét Európa-liga csoportkörben vett részt a csapat, és 2022-ben, szintén első magyar csapatként tovább is jutott a csoportkörből a nyolcaddöntőbe, méghozzá csoportelsőként. Ezek alapján mind hazai és mind nemzetközi szinten a legtöbb sikert elérő magyar labdarúgócsapat.
Hazai mérkőzéseiket 2014 augusztusától a Groupama Aréna-ban játsszák.

## Elnevezései
Teljes nevének (Ferencvárosi Torna Club) használata a köznyelvben ritka, gyakori az FTC  és a „Ferencváros” rövidítés, ugyanakkor még gyakrabban hallani a Fradi becenevet, ez utóbbi a német eredetű Franzstadt köznyelvi rövidülése. Néhány szurkoló s újabban már a média is gyakran használja említésükre mezszínüket, így szokták őket „zöld-fehéreknek” vagy „zöld sasoknak” is nevezni.

## Története

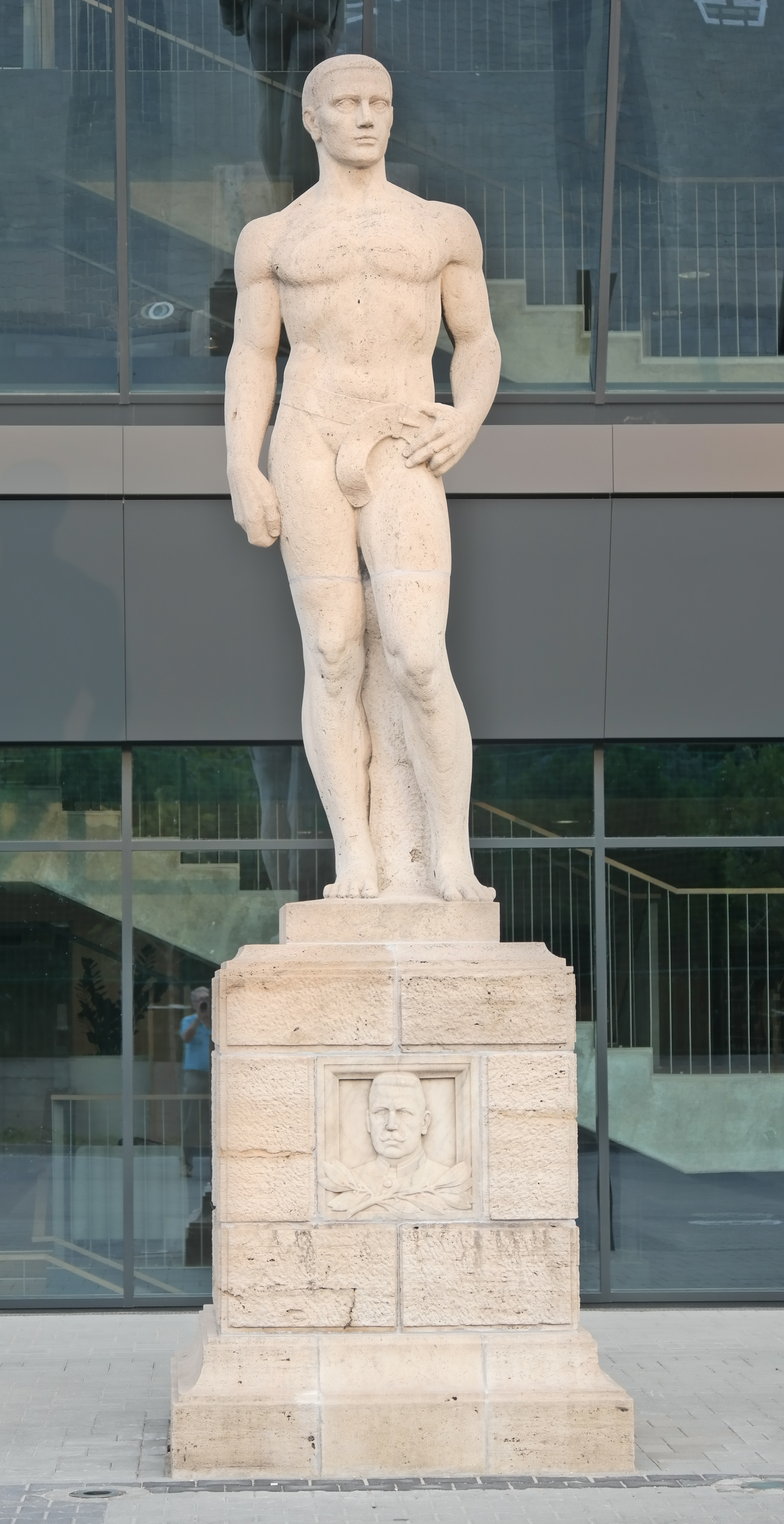
A klub alapító elnökének emlékét őrző, 1922. szeptember 24-én az Üllői úti pályán felavatott Springer-szobor mai helyén a Groupama aréna előtt. Mátrai Lajos alkotása

Az FTC (Ferencvárosi Torna Club) 1899. május 3-án alakult, első elnöke dr. Springer Ferenc volt. A klub színe: zöld-fehér. Az egyesület címerében az öt zöld és négy fehér csík Budapest IX. kerületét, a Ferencvárost szimbolizálja. Az egyesületi emblémán lévő, zöld pajzsban elhelyezett egymáshoz fordított három E betű az egyesület jelmondatára utal: Erkölcs, Erő, Egyetértés. A labdarúgó szakosztálynak külön címere is létezik: 1928-ban, a profizmus kezdeti éveiben Manno Miltiades tervei alapján készült. A jelvény fő alakja egy bronz turul, a karmai között egy futball-labdát szorongat. A futball-labda körül zöld-fehér színekkel pajzs látható, benne Ferencváros felirattal, arany vagy zöld betűkkel.

### A kezdetek

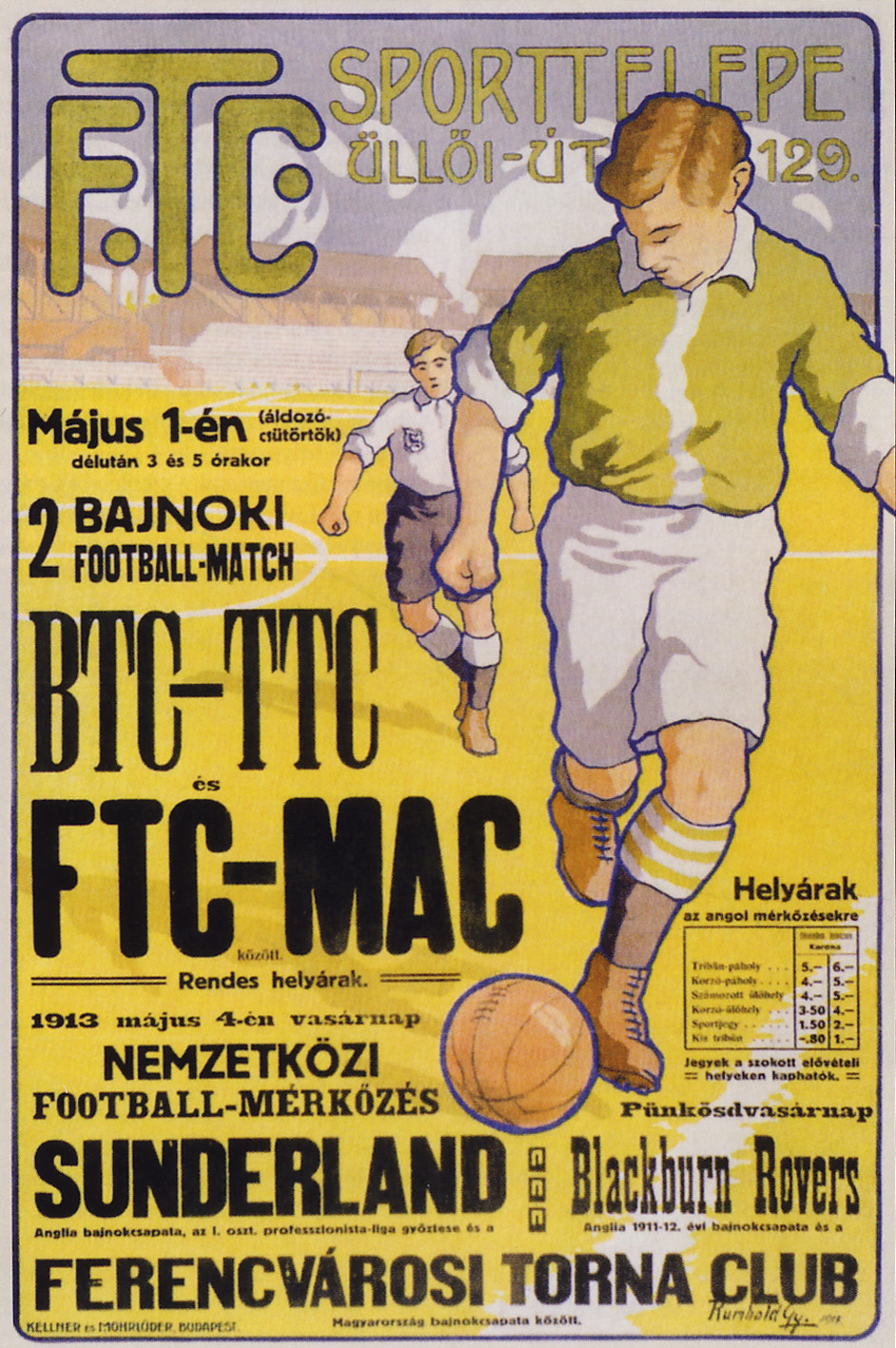
Korabeli plakát 1913-ból

1900. december 3-án alapították az egyesület „Football”-szakosztályát. Két hónappal később, február 10-én megrendezték az első magyar bajnoki mérkőzést, ami a Ferencváros és a Budapesti TC között zajlott, ezt azonban a Magyar Labdarúgó-szövetség nem ismerte el hivatalos mérkőzésként. Az első hivatalos bajnoki mérkőzését így 1901. április 21-én játszotta a Ferencváros, ekkor a MUE ellen 5–3-as vereséget szenvedtek a zöld-fehérek. A Ferencváros első hivatalos bajnoki gólját Borbás Gáspár, az FTC akkor 17 éves balszélsője szerezte. A Fradi első pontját a Műegyetem ellen elért 2–2-es döntetlen után jegyezhette fel, míg az első Fradi-győzelemre 1901. június 16-ig kellett várni (FTC-Budapesti SC 5–1). Érdekesség, hogy a Fradi hivatalosan hamarabb mutatkozott be a nemzetközi porondon, mint a hazai pontvadászatban. 1901. március 25-én a bécsi Cricketer 9-0-ra verte a magyar csapatot. Május 5-én az Old Cricketer ellen (5–0, az első Fradi győzelem a nemzetközi porondon) viseltek első alkalommal a Fradi-játékosok zománcozott kis jelvényt, mely öt zöld és négy fehér csíkot tartalmazott, a címer alján lévő zöld pajzsban pedig három egymáshoz fordított E betűt helyeztek el. Ez mindmáig a klub jelmondatára utal: erkölcs, erő, egyetértés.
Történetének legsúlyosabb vereségét 1902-ben szenvedte el a Fradi, amikor az angol Oxford FC ellen 16–0 arányban kapott ki. A Ferencváros 1903-ban szerezte az első, majd két évre rá 1905-ben a második bajnoki címét. Mindezt még három elsőség követte az 1900-as években (1906/07, 1908/09, 1909/10). 1909. június 6-án az FTC végleg megnyerte az első magyar labdarúgó vándordíjat, miután ötödször hódította el az ezüstlabdát.
1911. február 12-én avatták fel a Ferencváros új, immáron Üllői úti stadionját, ahol jelenleg is szerepel. Az új létesítmény első zöld-fehér gólja a korszak egyik legismertebb magyar játékosának, Schlosser Imrének a nevéhez fűződik. 1911-ben sorozatban harmadik bajnoki címét szerezte a klub és ebben az idényben 21 mérkőzésen keresztül veretlenek is voltak. 1912-ben a Ferencváros a Working FC-t legyőzve első alkalommal nyert angol csapat ellen Angliában. Még ugyanebben az évben a III. kerületet 11–3-ra győzték le. Ezen a mérkőzésen Schlosser nyolcszor volt eredményes, ami mind a mai napig rekordnak számít az egy mérkőzésen szerzett gólok számát illetően. Nem meglepő mód az 1911/12-es bajnokság ismét ferencvárosi elsőséget hozott és ez már a klub történetének hetedik bajnoki címe volt. A sikert siker követte és 1913-ban nem csak a bajnoki címet, de története során először a magyar kupát is megszerezte a Fradi.
1914-ben kitört az I. világháború, ami szomorú év volt a ferencvárosi labdarúgók számára. Szinte a keret minden tagja behívót kapott katonai szolgálatra és sokan közülük többé nem tértek haza.

### 1920-as évek
Az 1920-as évek első fele nem volt túlságosan sikeres a Ferencváros számára. A háborút követően a nagy rivális MTK Hungária FC zsinórban 10 bajnoki címet szerzett. Az 1924/25-ös bajnokságban a Ferencváros 11–2 arányban kapott ki riválisától, ami mindmáig a legsúlyosabb veresége a magyar bajnokságban. Aztán 1926-ban sikerült megszakítani az MTK uralmát és tizenhárom év után ismét a Ferencváros lett a magyar bajnok. Ez volt az utolsó amatőr bajnokság, mivel a következő évtől bevezették a profizmust. 1926. július 26-án hivatalosan is megalakult az FTC profi labdarúgó csapata, a Ferencvárosi FC és első profi játékosa Horváth II volt.
A magyar labdarúgás történetének első professzionális bajnokságát (1926/27) hétpontos előnnyel zárta az élen a Ferencváros, ráadásul a bajnoki cím mellett a kupagyőzelemért járó serleget is begyűjtötte. Mindezt egy évvel később megismételték, emellett a Közép-európai kupa serlegét is elhódították a zöld-fehérek, ahol a döntőben 10–6-os összesítéssel győzték le az osztrák SK Rapid Wien gárdáját. Ez volt a Ferencváros történetének első nemzetközi kupagyőzelme. A harmadik évtized vége még két bajnoki ezüstéremmel bővült, majd ezt követően 1929-ben első alkalommal vett részt a Fradi dél-amerikai túrán, ahol nem kis meglepetésre 3–2-re legyőzte a korszak egyik legerősebb válogatottját, a kétszeres olimpiai bajnok Uruguayt.

### 1930–1959

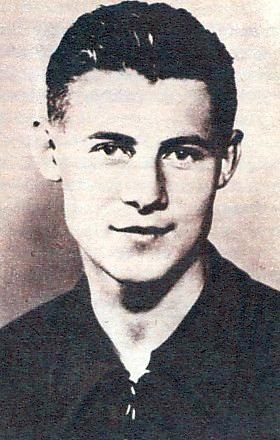
Dr. Sárosi György, a Ferencváros történetének legeredményesebb játékosa

Az 1930-as években négy bajnoki címet (1931/32, 1933/34, 1937/38, 1939/40) és két kupagyőzelmet (1933, 1935) szerzett a Ferencváros. Az 1931/32-es bajnoki cím a legendás 100 százalékos bajnokság néven maradt emlékezetes, ugyanis mind a 22 mérkőzést megnyerték a zöld-fehérek. Ezt a bravúrt azóta soha egyetlen csapatnak sem sikerült elérnie. Ez a korszak nem csak erről maradt emlékezetes, hanem a legendás T-betűs csatársorról, melynek tagjai voltak: Táncos, Takács II, Turay, Toldi és Kohut. Ebben a felállásban összesen 64 mérkőzésen léptek pályára és öten együtt 239 gólt szereztek. 1933-ban a francia L'Auto olvasóinak szavazatai alapján a Ferencváros lett a hetedik legjobb csapat az európai kontinensen. A zöld-fehérek 1937-ben másodszor nyerték meg a közép-európai kupát, amikor is Budapesten a döntőben a Laziot győzték le 4–2-re. Ebben az időszakban játszott a Ferencváros történetének legeredményesebb játékosa dr. Sárosi György, aki 1931 és 1948 között 646 mérkőzésen 636 gólt szerzett.
Az 1933/34-es bajnokság megnyerése után, 1938-ban és 1940-ben is bajnoki címet ünnepelhettek a IX. kerületben és az 1940-es évek is jól indultak. Az 1940/41-es idényben megvédte bajnoki címét a Ferencváros, ráadásul a rúgott gólok száma meghaladta a százat. Az ezt követő években bajnokságot nem nyertek, de sikerült három magyar kupagyőzelmet bezsebelniük (1942, 1943, 1944). Az 1940-es években a Ferencváros volt az első csapat, mely az Egyesült Államokban járt repülővel.
1948. október 31-én a Tatabánya ellen az 1000. magyar bajnoki mérkőzését játszotta a Fradi. Az 1948/49-es szezon végén a klub alapításának 50. évfordulóját bajnoki címmel ünnepelték. A 30 mérkőzés alatt 140 gólt lőttek a csapat támadói, amiből Deák Ferenc egymaga 59 találatot vállalt.
Az 1950-es évek a Ferencváros történetének egyik legsikertelenebb időszaka. Mindössze egy ezüst- és három bronzérmet sikerült szereznie. 1950. február 16-án a csapat egybeolvadt az Élelmiszeripari Dolgozók Országos Szakszervezete Sport Egyesületével, így a csapat neve ÉDOSZ SE lett,1951-ben a csapat nevét Budapesti Kinizsire, a klub színét pedig piros-fehérre változtatta a Rákosi Mátyás vezette politikai hatalom. Öt év után, 1956 őszén aztán ismét visszakapta eredeti nevét és klubszíneit az egyesület. 1958-ban a Ferencváros megnyerte a magyar kupát, ami a 10. kupagyőzelme volt.

### 1960-as évek

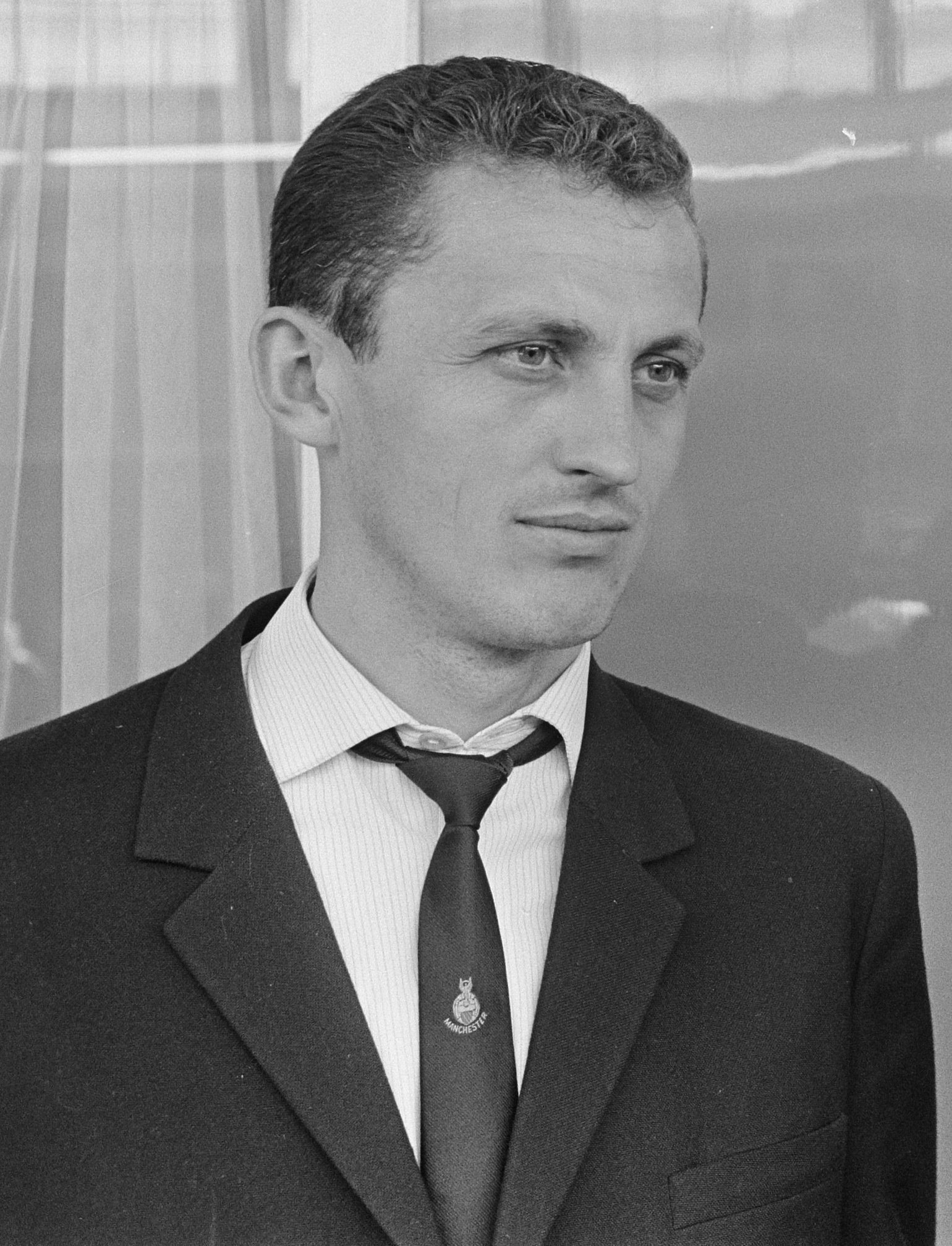
Albert Flórián, az egyetlen magyar aranylabdás

Az 1960-as évek sokkal sikeresebbek voltak, mondhatni azt is a Ferencváros aranykorszaka, hiszen a klub eddigi legnagyobb sikerét 1965-ben érte el, amikor megnyerte az Európa-liga ősét, a Vásárvárosok Kupáját. A fináléba a Zbrojovka Brno, a Wiener SC, az AS Roma, az Athletic Bilbao és a Manchester United legyőzésével vezetett az út. A döntőben, melyet Torinóban rendeztek 1965. június 23-án, az olasz Juventust győzték le  1–0-ra Fenyvesi Máté góljával. Ezáltal a Ferencváros mind a mai napig az egyetlen magyar csapat, aki rangos európai kupát nyert. A korszak legendás csatársora volt: Karába, Varga, Albert, Rákosi, Fenyvesi, mely ötös sok gólt helyezett el az ellenfelek kapuiban. A VVK 1967/68-as sorozatában ismét a döntőig meneteltek Alberték, de a Leeds United elleni kétmérkőzéses döntőben 1–0-s összesítéssel alulmaradtak.
Ebben az évtizedben a magyar bajnokságot négy alkalommal nyerték meg. 1963-ban 14 évvel a legutolsó bajnoki cím után lett ismét bajnok a Ferencváros, amit 1964-ben megismételt. 1967-ben történetük 20. bajnoki elsőségét ünnepelhették a zöld-fehérek, úgy hogy 28 mérkőzésen keresztül voltak veretlenek. A második VVK döntőjét ugyan elveszítette a Fradi, az 1968-as bajnokságot azonban sikerült megnyernie.
Még ugyanebben az évtizedben a Ferencváros egész története legnagyobb és egyben az egyik legismertebb játékosának, Albert Flóriánnak ítélték oda az 1967-es aranylabdát. Ám az Aranylabda történetében ez volt az első olyan alkalom, hogy nem egy mérkőzés előtt adták át a díjat, hanem a kitüntetett belpolitikai okokból még karácsonyra, sőt, újévre sem vehette át a trófeát. Ez csak 1968. május 4-én, Szent Flórián emléknapján és Albert Flórián nevenapján este a Gundel étteremben történt meg, mely nap akkor szombatra esett, így nyomtatott formában csak május 6-án a hétfői újságokból lett ország-világ számára közhírré.

### 1970-es évek
Ebben az évtizedben leginkább a nemzetközi kupákban való szerepléssel hívta fel magára a figyelmet a Ferencváros. Az UEFA-kupa 1971–72-es idényben egészen az elődöntőig sikerült eljutniuk, ahol a Wolverhampton ellen 3–4-es összesítéssel kiestek.
Mindössze egyetlen alkalommal sikerült a bajnoki serleget elhódítani, mégpedig egy izgalmas bajnokság végén 1976-ban. A magyar kupa küzdelmeiben viszont annál sikeresebbek voltak, amit négyszer (1972, 1974, 1976, 1978) is sikerült megszerezniük a serleget. 
1974. március 14-én játszotta utolsó mérkőzését Albert Flórián a Ferencváros színeiben, és ahogy ilyenkor lenni szokott, góllal búcsúzott.
A kupagyőztesek Európa-kupájában 1975-ben veretlenül jutott a döntőbe a Ferencváros, azonban az ekkor fénykorát élő Dinamo Kijev erősebbnek bizonyult és 3–0-ra győzött.

### 1980–1999

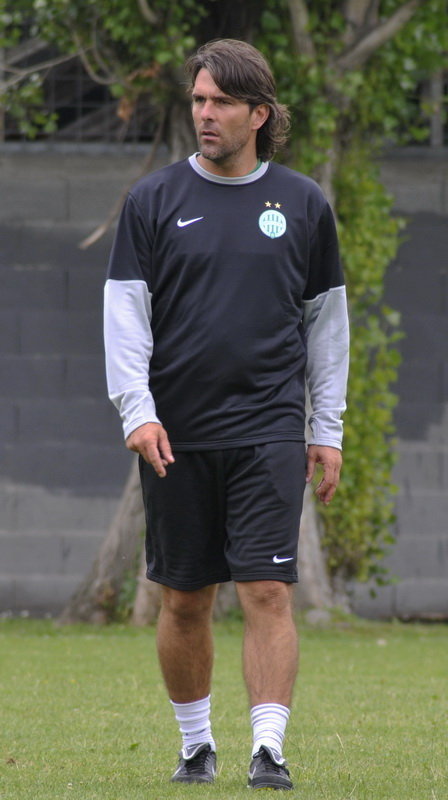
Lipcsei Péter

Az új évtizedet remekül kezdte a Ferencváros, öt esztendő után az 1980/81-es idény végén ismét az Üllői úti stadion vitrinjébe került a bajnoki győzelemért járó serleg. Ráadásul a csapat aranyérme mellé került egy másik trófea is: Nyilasi Tibor az európai góllövőlistán elért második helyével – 30 gól – ezüstcipős lett. A következő években a sikerek elmaradtak, olyannyira, hogy az 1984/85-ös szezon a Fradi történetének leggyengébb szereplését hozta és mindössze a 13. helyen végzett a gárda.
Az évtized végén, az 1988/89-es és az 1989/90-es idényben elért ezüst-, illetve bronzérem valamelyest visszahozta a Ferencvárost az élcsapatok közé.
Az 1990-es évek elején Nyilasi már edzőként irányította a zöld-fehéreket és rögtön, 1991-ben ezüstéremmel illetve magyar kupa győzelemmel nyitott. Az 1991/92-es bajnokság őszi szezonja nem sikerült túlságosan jól, azonban Fodor és Wukovics vezérletével egy nagy tavaszi hajrát produkálva meg sem álltak a dobogó legfelső csúcsáig. Ez volt a csapat 24. bajnoki címe.
A klub korábbi kiváló játékosa: Novák Dezső irányításával az 1994/95-ös bajnokságot megnyerte a Fradi és első magyar csapatként a belga RSC Anderlecht legyőzésével (összesítésben: 2–1) a Bajnokok Ligája főtáblájára jutott 1995-ben. 1995. szeptember 13-án az első bajnokok ligája mérkőzésükön nem kis meglepetésre a Grasshoppers-t idegenben verték 3–0-ra Lisztes és Vincze két góljával. Egy évvel később 1996-ban megvédték bajnoki címüket, amely a Ferencváros történetének 26. elsősége volt. Az évtized utolsó éveiben, 1997-ben bronz-, míg 1998-ban és 1999-ben ezüstérmes helyen végzett a Ferencváros.

### 2000-es évek
A 2000-es évek első szezonjának végén, 2001-ben ismét a Ferencváros szerezte meg a bajnoki címet. Ezt két második hely és egy kupagyőzelem (2003) követte, majd 2004-ben ismét bajnok és kupagyőztes lett. A Sparta Praha ellen nem sikerült bejutni a  bajnokok ligája főtáblájára, de vigaszágként a 2004–2005-ös UEFA-kupában folytathatták Lipcseiék. A Millwall-on 4–2-es összesítéssel túljutva bejutottak a csoportkörbe. Ez volt az első alkalom, hogy a második számú európai kupasorozatban csoportokba osztották a csapatokat. A csoportkört a Feyenoord elleni 1–1-es döntetlennel kezdték, a Schalke 04 és a Basel ellen vereséget szenvedtek. Az utolsó mérkőzésen ugyan 1–0-ra legyőzték a Heartsot, de mindez kevés volt a továbbjutáshoz.  A 2004/05-ös bajnokság végén a második helyen végzett a Ferencváros. A Medián felmérése szerint 2006-ban a legnépszerűbb labdarúgócsapat volt Magyarországon.
A klub menedzsmentje azonban nem tudott élni a sikernek köszönhető lehetőségekkel. A korszerűtlen és felelőtlen gazdálkodás miatt az egyesület gazdasági helyzete katasztrofálissá vált. Az MLSZ jogszerűtlen eljárásának következtében a futballcsapat 2006-ban az NB.II-be került, ott azonban nem nyújtott megfelelő teljesítményt az első két évben, ezért három szezont is eltöltött a másodosztályban. 
2008. februárjában Kevin McCabe, az angol Scarborough vállalat vezetője az FTC Labdarúgó Zrt. többségi tulajdonosa lett. 2009. május 3-án, a klub 110-éves évfordulóján eldőlt, hogy a csapat a harmadik másodosztályú idénye után ismét az NB I-ben folytathatja a következő szezontól, miután matematikailag behozhatatlan előnyre tett szert.

### 2010-es évek
2011. március 30-án bejelentették, hogy az FTC egy euróért veszi meg a Kevin McCabe vezette angol tulajdonosoktól a labdarúgócsapatot. A 2010/11-es bajnokság végén a harmadik helyet megszerezve a Ferencváros ismét kiléphetett a nemzetközi porondra, és elindulhatott az Európa-liga 2011/12-es szezonjában.
Az együttes 2013 januárjában nemzetközi felkészülési tornán vett részt Marbellán. A zöld-fehérek a Dinamo Kijevet 3-2-re, a Steaua Bucureștit 2-1-re verték, míg a svájci Basel ellen 2-2-es döntetlent játszottak. A Ricardo Moniz vezette gárda így hét ponttal megnyerte az Impact Cup elnevezésű sorozatot. 2013-ban sok év után sikerült a Ferencvárosnak hazai pályán is elhódítania egy trófeát, méghozzá a Ligakupát. Ezt először nyerte meg a Fradi.
2013 decemberében menesztették Ricardo Monizt, és helyére Thomas Doll került. Az idény végén nagy hajrával sikerült felkapaszkodni a bajnokságban a dobogó legalsó fokára. Ez Európa-liga szereplést ért.
2014 nyár elején sikerült hazacsábítani a Ferencváros addigi utolsó nagy korszakának egyik leghíresebb játékosát, Gera Zoltánt. Az Európa-ligában a máltai Sliema Wanderers ellen sikerült továbbjutni, ám a HNK Rijeka ellen kettős vereséggel kiesett. 2014. augusztusában avatták az új stadiont a Chelsea ellen. Az első gólt Gera lőtte, ám a csapat 2:1-es vereséget szenvedett. Az idényt 3:0-s győzelemmel kezdte az FTC, de ezután egy hullámvölgybe ért. Ám az őszi szezon vége felé megtalálta a csapat a fonalat és hatalmas hajrával a második helyet szerezte meg az NB1-ben. Télen hazaigazolt a csapat egyik híres nevelése Hajnal Tamás, aki 1997-ben lépett utoljára pályára a Fradiban. Az idény során 10 év elteltével megnyerte a magyar kupát és az utolsó ligakupát is sikerült elhódítania. Az előbbit hazai pályán a bajnok Videoton ellen sikerült megnyerni, méghozzá 4:0-s különbséggel. Az utóbbit a Debrecen ellen érte el a Nagyerdei stadionban. A bajnokságban elért második hellyel újra indulási jogot szerzett az Európa-ligába.
A nyár elején sikerült leigazolnia az FTC régi válogatott védőjét, Leandrót. A Go Ahead Eagles ellen idegenben 1:1, míg hazai pályán 4:1-es eredményt ért el. Közben az FTC magyar szuperkupáért játszott, amit sikerült elhódítania. A bosnyák Zeljeznicar következett. Velük hazai pályán egy peches 1:0-s vereséget ért el, míg kint szintén kikapott egy peches mérkőzésen. A bajnokságot nagyszerűen kezdte a csapat, Thomas Doll együttese az első kilenc fordulóban mindegyik ellenfelét legyőzte, az első tizennégy fordulóban pedig veretlen maradt. A bajnokság őszi szakasza után 18 pontos előnnyel vezette a tabellát az Újpest FC előtt. Végül hat fordulóval a bajnokság vége előtt már behozhatatlan előnyre tettek szert, így matematikailag is biztosították a klub történetének 29. bajnoki címét. A következő idény elején a Bajnokok Ligája selejtezőjében az albán bajnokság második helyezettje, a Partizani Tirana két mérkőzést követően tizenegyesekkel búcsúztatta a zöld-fehéreket. A bajnokságban címvédőként csupán a negyedik helyet szerezték meg Thomas Doll fiai, akik a kupadöntőben vigasztalódhattak; a Ferencváros sorozatban harmadszor, összességében 23. alkalommal hódította el a trófeát, miután a Groupama Arénában 1-1-es döntetlent követően tizenegyesekkel legyőzték a Vasas csapatát.
A 2017/18-as szezon egy Jelgava elleni Európa-liga mérkőzésekkel kezdődött. Az első, hazai mérkőzésen 2-0-ra győzték le a letteket Varga Roland duplájával. A visszavágón Priskin góljával vékony 1-0-ás győzelmet aratott a Fradi, amely így kettős győzelemmel jutott tovább a következő fordulóba. A Midtjylland elleni már kevésbé sem alakult a legjobban a zöld-fehérek számára, bár az első mérkőzésen a Groupama Arénában az 1. félidőben még 2-0-ra is vezettek Vargának és Botkának köszönhetően, ám a félidő végénél tizenegyeshez jutottak a vendégek, Julian Kochot pedig kiállította a játékvezető, így 2-1-gyel vonulhattak a csapatok az öltözőbe. A második félidőben a pálya felborult a dánok javára, akik nem csak megfordították, de még meg is nyerték a találkozót 4-2-re. A visszavágón 3-1-re kapott ki a Fradi, így egy újabb sikertelen európai kupaszereplés után, ismét a bajnokságban, illetve a kupában kellett helytállniuk. Ez utóbbi nagyon nem sikerült a zöld sasoknak, ugyanis a címvédéstől nem kis távolságra kerültek, miután a legjobb 64-ben búcsúzott a kupától a Kisvárda ellen elszenvedett 1-0-ás vereség következtében. A bajnokság, viszont annál jobbnak ígérkezett a csapat számára, ugyanis a szezon elejétől a közepéig az első két hely között ingáztak, míg a véghajrában az élre kerültek, de az utolsó fordulókban elhullajtott pontok miatt nem a Fradi, hanem a Videoton lett a bajnok. Így már az is biztossá vált, hogy a Ferencváros a 2017/18-as szezonban sem bajnoki aranyat, sem magyar kupagyőzelmet nem tehetett zsebre.
A klub a 2018–2019-es magyar labdarúgó-bajnokság (első osztály) a 30. fordulóban, három körrel a bajnokság vége előtt bebiztosította története 30. bajnoki címét, miután előnye behozhatatlanná nőtt a MOL Vidivel szemben.
A 2019–2020-as szezonban a Bajnokok Ligája selejtezőjében a bolgár Ludogorec Razgradot kettős győzelemmel, 5–3-as összesítéssel búcsúztatta a Fradi. A bravúr értékét tovább növeli, hogy oda-vissza nyerni a BL-ben (illetve korábbi nevén a Bajnokcsapatok Európa Kupájában) ezt megelőzően évtizedekkel korábban, 1976 szeptemberében és 1965-ben tudott csak nyerni a Ferencváros, a második fordulóban a máltai Vallettát 4–2-es összesítéssel ejtették ki. A harmadik selejtezőkörben a horvát Dinamo Zagreb volt az ellenfél, az első mérkőzésen Zágrábban 1-1-es döntetlent ért el a csapat, ezzel a Ferencváros megdöntötte eddigi rekordját a BL-ben azzal, hogy első öt meccsén nem szenvedett vereséget. Egy több mint 50 éves rekordot sikerült felülmúlni, hiszen korábban a ’65/66-os BEK-idényt kezdték úgy, hogy négy mérkőzésen nem találtak legyőzőre. A visszavágón 4-0-ra nyertek a zágrábiak, így 5–1-es arányban jobbnak bizonyultak két mérkőzés alapján, azonban ezt követően az Európa Liga-playoff körében a litván Sūduvát 4–2-es összesítéssel kiejtve bejutott a sorozat csoportkörébe, ahol ismételten összekerültek a bolgár Ludogorec Razgraddal, valamint a barcelonai RCD Espanyol és az orosz CSZKA Moszkva lett az ellenfél a "H" jelű csoportban.

### 2020-as évek
2021. december 20-án Sztanyiszlav Szalamovics Csercseszovot nevezték ki a Ferencváros vezetőedzőjének.
A 2022–2023-as Európa-ligában a legjobb 16 csapat közé került a Ferencváros, ott viszont 4-0-ás összesítettet eredménnyel búcsúzott a Bayer Leverkusen ellen.
2023. július 19-én a Ferencváros csapata történelmi 3-0-ás vereséget szenvedett a feröeri bajnoktól, a KÍ Klaksvíktól hazai pályán a 2023–2024-es UEFA-bajnokok ligája selejtezőjének első körében. A mérkőzés után Kubatov Gábor elbocsátotta Sztanyiszlav Csercseszov vezetőedzőt.
2023. július 20-án másodedzőből előlépve Máté Csabát nevezték ki megbízott vezetőedzőnek,. Aki élt a bizalommal, hiszen az ő vezetésével bejutott a Ferencváros az UEFA Európa Konferencia liga csoportkörébe. Továbbá 10 meccséből 9-et nyert, ezeken összesen 39 gólt szerzett a csapat.
Ezt követően viszont úgy döntött a vezetőség, hogy nívósabb személyt szeretne a posztra, ezért 2023 szeptemberében Dejan Stankovicot nevezték ki a Ferencváros vezetőedzőjének. Stankovic irányítása alatt a csapat veretlenül jutott tovább a csoportkörből.
A Ferencváros a 2023–2024-es Európa Konferencia Liga legjobb 32 csapat közé került, ahol az Olympiacos ütötte ki 2-0-ás összesítésben.
A magyar bajnokságban ismét a Ferencváros lett a bajnok, immáron egymást követően 6. alkalommal.

## Stadion
A Ferencváros legelső otthona nem az Üllői úton, hanem a Soroksári úton volt. Ez a létesítmény mindössze 1500 fő befogadására volt alkalmas és kisméretű játéktere sem felelt meg az igényeknek, ráadásul a bevétel sem tudta fedezni a kiadásokat. A kezdeti sorozatos sikereknek köszönhetően pedig rohamosan megnőtt a mérkőzésekre járók száma, ezért új otthon után kellett nézni.
Az első stadiont az Üllői úton, az 1910 őszén megindult építkezést követően 1911. február 12-én adták át, melynek befogadóképessége: 40000 fő volt. A stadionavató mérkőzést az MTK ellen játszotta a Ferencváros.
1971-ben lebontották a régi lelátókat és megkezdődött egy új labdarúgó-stadion építése. Az új stadion avatására a klub alapításának 75-ik évfordulóján, egy Ferencváros – Vasas NB I-es bajnoki meccsen, 1974. május 19-én került sor. Müller Sándor  góljával a vendég Vasas nyert 1-0-ra. A második Üllői úti stadion befogadóképessége 29 505 fő volt, mely 10771 ülő- és 18 734 állóhelyet tartalmazott. A 90-es évek elején, műanyagszékek felszerelésével csökkent a stadion kapacitása 18 100 főre.
2007. december 21. óta a Ferencváros legendás játékosának, Albert Flóriánnak a nevét viseli a stadion. 2014-re új, minden igényt kielégítő, korszerű UEFA négycsillagos stadion épült.
Ugyanakkor meg kell jegyezni, hogy volt időszak, amikor a Puskás Ferenc Stadion vagy korábbi nevén a Népstadion adott otthont a Ferencváros mérkőzéseinek. Az új Üllői úti pálya építési ideje alatt a 70-es években ott szerepeltek, akárcsak az Újpest, a Honvéd és a Vasas elleni kettős rangadókon is. Az 1995–1996-os szezon végén a mindent eldöntő BVSC elleni mérkőzést is itt rendezték 40 ezer néző előtt, 2003-ban és 2004-ben pedig ebben a stadionban ünnepelhették kupagyőzelmüket. Szintén 2004-ben ez a létesítmény adott otthon a Ferencváros hazai mérkőzéseinek az UEFA-kupa főtábláján a holland Feyenoord és a svájci Basel ellen.
Hosszas előkészítés és tárgyalássorozat után 2012-ben Kubatov Gábor, a Ferencvárosi Torna Club elnöke bejelentette a sokak által várt Groupama Aréna megépítését. 2013 márciusában a csapat két mérkőzéssel búcsúzott a legendás stadiontól: előbb az Újpestet verték 2–1-re egy bajnoki mérkőzésen, régen látott nézősereg – 17 ezer néző – előtt, majd a Kolozsvár csapata ellen játszották a végső búcsúmérkőzést. A csapatok 0–0-s eredményt értek el.
2013. március 28-án lezárult egy időszak a Ferencvárosi Torna Club történelmében, és egyben egy új vette kezdetét: jelentős sajtóérdeklődés mellett elkezdődött a régi Albert Stadion bontása, és az új stadion alapköve is elhelyezésre került. Az alapkövet Simicskó István, Kubatov Gábor, Kocsis Máté, Bácskai János és Márton Péter helyezték el ünnepélyes keretek között.
Az új Ferencváros Stadion egy minden igényt kielégítő, 24 ezer férőhelyes, teljesen fedett lelátójú sportkomplexum, melyben lehetőség nyílik a szurkolók maximális kiszolgálására a legmagasabb európai elvárások szerint. A stadionban kapott helyet a Ferencvárosi Torna Club hivatalos szurkolói boltja, valamint a klub méltán híres múzeuma is.
A csapat az építkezés idejére a Puskás Ferenc Stadionba vonult albérletbe, itt játszotta hazai mérkőzéseit. 2014 augusztusától vették birtokba a Groupama Arénát.
2013. október 3-án megnyitotta kapuit az Üllői út 129. alatt az FTC Látogatói Központ, melynek teraszáról jó kilátás nyílik a stadionra.

## Szurkolói kártya
A Ferencvárosi Torna Club 2010 elején bevezette az úgynevezett szurkolói kártyát,  mellyel a klub az esetleges rendbontók beazonosítását segíti elő. A szurkolói kártya alapfeltétel a labdarúgó szakosztály hazai mérkőzéseinek látogatásához. A regisztrációt személyesen kell elvégezni a 2014-ben bevezetett vénalenyomat felvétel miatt. Hatéves kor alatt a mérkőzésekre a belépés ingyenes, regisztráció nem szükséges. A B1-C1 szektorokban lehetőség van B kártya igénybevételére ez nem tartalmazza a vénaszkennert. A C2-D3 szektorokban továbbra is csak a vénaszkenneres A kártya a kötelező belépési Fradi kártya

## Játékoskeret
2025. február 5-nek megfelelően.
A vastaggal jelzett játékosok felnőtt válogatottsággal rendelkeznek.
A dőlttel jelzett játékosok kölcsönben szerepelnek a klubnál.
*Kooperációs szerződéssel játszik a Soroksár csapatában.
Az érték oszlopban szereplő , , és = jelek azt mutatják, hogy a Transfermarkt legutóbbi adatfrissítése előtti állapothoz képest mennyit  nőtt, csökkent a játékos értéke, vagy ha nem változott, akkor azt az = jel mutatja.
| Mezszám                | Név                                        | Nemzetiség        | Születési hely       | Születési idő (kor)            | Korábbi csapat           | Érték (€)              | Szerződés lejárta |
| ---------------------- | ------------------------------------------ | ----------------- | -------------------- | ------------------------------ | ------------------------ | ---------------------- | ----------------- |
|                        |                                            |                   |                      |                                |                          |                        |                   |
| Kapusok                |                                            |                   |                      |                                |                          |                        |                   |
| 1                      | Varga Ádám                                 | magyar            | Budapest             | 1999. február 12. (26 éves)    | Utánpótlásból került fel | 300 000 ( 50 000)      | Nem publikus      |
| 29                     | Szécsi Gergő                               | magyar            | Eger                 | 1989. február 7. (36 éves)     | Balmazújvárosi FC        | 75 000 (=)             | 2025.06.30.       |
| 89                     | Gróf Dávid                                 | magyar            | Budapest             | 1989. április 17. (36 éves)    | Levadiakósz              | 125 000 ( 25 000)      | 2025.06.30.       |
| 90                     | Dibusz Dénes                               | magyar            | Pécs                 | 1990. november 16. (34 éves)   | Pécsi Mecsek FC          | 2 500 000 (=)          | 2027.06.30.       |
| Védők                  |                                            |                   |                      |                                |                          |                        |                   |
| 3                      | Stefan Gartenmann                          | DEN · svájc       | Roskilde             | 1997. február 2. (28 éves)     | FC Midtjylland           | 700 000 (=)            | 2026.06.30.       |
| 17                     | Eldar Ćivić                                | bosnyák           | Tuzla                | 1996. május 28. (29 éves)      | AC Sparta Praha          | 750 000 ( 250 000)     | 2025.06.30.       |
| 22                     | Szalai Gábor                               | magyar            | Kecskemét            | 2000. június 9. (25 éves)      | FC Lausanne-Sport        | 1 000 000 (=)          | Nem publikus      |
| 27                     | Ibrahim Cissé                              | francia · SEN     | Párizs               | 1996. május 2. (29 éves)       | SM Caen                  | 3 000 000 ( 500 000)   | 2026.06.30.       |
| 34                     | Raul Gustavo                               | brazil            | Pedro Leopoldo       | 1999. április 24. (26 éves)    | SC Corinthians Paulista  | 2 500 000 (=)          | 2027.06.30.       |
| 44                     | Ismaël Aaneba                              | francia · MOR     | Mantes-la-Jolie      | 1999. május 29. (26 éves)      | FC Sochaux-Montbéliard   | 750 000 ( 750 000)     | 2026.06.30.       |
| 54                     | Kaján Norbert                              | magyar            | Budapest             | 2004. szeptember 11. (20 éves) | Utánpótlásból került fel | 100 000 (=)            | Nem publikus      |
| 99                     | Cristian Ramírez                           | ECU · orosz       | Santo Domingo        | 1994. augusztus 12. (30 éves)  | FK Krasznodar            | 3 500 000 (=)          | 2026.06.30.       |
| Középpályások          |                                            |                   |                      |                                |                          |                        |                   |
| 5                      | Naby Keïta (kölcsönben a Werder Brementől) | Guinea            | Conakry              | 1995. február 10. (30 éves)    | Werder Bremen            | 1 000 000 (=)          | 2025.12.31        |
| 7                      | Mohamed Alí Ben Romdán                     | Tunézia           | Tunisz               | 1999. szeptember 6. (25 éves)  | Esperance Tunis          | 2 500 000 (=)          | 2026.06.30.       |
| 10                     | Júlio Romão                                | brazil            | Belford Roxo         | 1998. március 29. (27 éves)    | FK Krasznodar            | 800 000 (=)            | 2029.06.30        |
| 15                     | Mohammed Abu Fani                          | Izrael            | Kafr-Qara            | 1998. április 27. (27 éves)    | Makkabi Haifa            | 6 000 000 ( 3 500 000) | 2027.06.30.       |
| 16                     | Kristoffer Zachariassen                    | NOR               | Sotra                | 1994. január 27. (31 éves)     | Rosenborg BK             | 4 500 000 (=)          | 2027.06.30.       |
| 25                     | Cebrail Makreckis                          | lett · GER        | Aachen               | 2000. május 10. (25 éves)      | Pirin Blagoevgrad        | 900 000 ( 550 000)     | 2026.06.30.       |
| 64                     | Tóth Alex                                  | magyar            | Budapest             | 2005. október 23. (19 éves)    | Utánpótlásból került fel | 150 000 ( 250 000)     | Nem publikus      |
| 70                     | Isaac Pappoe                               | ghánai            | ?                    | 2003. december 20. (21 éves)   | FC Aarau                 | 400 000 (=)            | 2028.06.30        |
| 80                     | Habib Maïga                                | Elefántcsontpart  | Gagnoa               | 1996. január 1. (29 éves)      | FC Metz                  | 2 500 000 ( 500 000)   | 2026.06.30.       |
| 88                     | Philippe Rommens                           | belga             | Wommelgem            | 1997. augusztus 20. (27 éves)  | Go Ahead Eagles          | 3 500 000 (=)          | 2028.06.30.       |
| Támadók                |                                            |                   |                      |                                |                          |                        |                   |
| 8                      | Aleksandar Pešić                           | szerb             | Niš                  | 1992. május 21. (33 éves)      | FK Crvena zvezda         | 2 000 000 ( 500 000)   | 2026.06.30.       |
| 10                     | Virgil Misidjan                            | suriname          | Goirle               | 1993. július 24. (32 éves)     | Al-Taee                  | 2 300 000 (=)          | 2026.06.30.       |
| 11                     | Matheus Saldanha                           | Brazília          | Uberaba              | 1999. augusztus 18. (25 éves)  | FK Partizan              | 8 000 000              | 2028.06.30        |
| 19                     | Varga Barnabás                             | magyar            | Szombathely          | 1994. október 25. (30 éves)    | Paksi FC                 | 2 500 000 ( 500 000)   | 2027.06.30.       |
| 20                     | Adama Traoré                               | Mali              | Bamako               | 1995. június 5. (30 éves)      | FC Sheriff Tiraspol      | 4 000 000 (=)          | 2025.06.30.       |
| 24                     | Tosin Kehinde                              | Nigéria · Anglia  | Lagos                | 1998. június 18. (27 éves)     | Randers FC               | 500 000 ( 250 000)     | 2026.06.30.       |
| 32                     | Aleksandar Ćirković                        | szerb             | Smederevska Palanka  | 2001. szeptember 21. (23 éves) | Topolyai SC              | 3 500 000 ( 800 000)   | 2027.12.31.       |
| 75                     | Lenny Joseph                               | francia           | Párizs               | 2000. október 12. (24 éves)    | Grenoble Foot 38         | 700 000 (=)            | 2027.06.30.       |
| Kölcsönadott játékosok |                                            |                   |                      |                                |                          |                        |                   |
| Név                    | Poszt                                      | Nemzetiség        | Születési hely       | Születési idő (kor)            | Kölcsönben itt           | Érték (€)              | Kölcsön lejárta   |
| Owusu Kwabena          | támadó                                     | Ghána             | Accra                | 1997. június 18. (28 éves)     | MKE Ankaragücü           | 700 000 ( 300 000)     | 2025.06.30.       |
| Gruber Zsombor         | támadó                                     | magyar            | Győr                 | 2004. szeptember 7. (20 éves)  | MTK Budapest FC          | 350 000 (=)            | 2025.06.30        |
| Pászka Lóránd          | védő                                       | magyar            | Kézdivásárhely       | 1996. március 22. (29 éves)    | Kecskeméti TE            | 300 000 (=)            | 2025.06.30.       |
| Botka Endre            | védő                                       | magyar            | Budapest             | 1994. augusztus 24. (30 éves)  | Kecskeméti TE            | 1 000 000 ( 200 000)   | 2025.06.30.       |
| Mats Knoester          | védő                                       | holland           | Aalphen aan den Rijn | 1998. november 19. (26 éves)   | Aarhus GF                | 1 000 000 ( 200 000)   | 2025.06.30        |
| Baráth Péter           | középpályás                                | magyar            | Kisvárda             | 2002. február 21. (23 éves)    | Raków Częstochowa        | 900 000 ( 100 000)     | 2025.06.30        |
| Katona Bálint          | középpályás                                | magyar            | Budapest             | 2002. szeptember 7. (22 éves)  | Kecskeméti TE            | 450 000 ( 50 000)      | 2025.06.30        |
| Edgar Szevikjan        | középpályás                                | örmény · orosz    | Moszkva              | 2001. augusztus 8. (23 éves)   | Lokomotyiv Moszkva       | 2 000 000 ( 200 000)   | 2025.06.30.       |
| Fortune Bassey         | támadó                                     | Nigéria           | Benin City           | 1998. október 6. (26 éves)     | FC DAC 1904              | 400 000                | 2025.06.30.       |
| Halami Ádám            | támadó                                     | magyar            | Budapest             | 2001. július 17. (24 éves)     | Soroksár SC              | 150 000 ( 50 000)      | 2025.06.30.       |
| Kenan Kodro            | támadó                                     | spanyol · bosnyák | San Sebastián        | 1993. augusztus 19. (31 éves)  | Gaziantep FK             | 1 200 000 ( 100 000)   | 2025.06.30.       |

## Vezetőség és szakmai stáb
2024. december 31-nek megfelelően.
| Vezetőség                 | Vezetőség          | Szakmai stáb – Ferencváros | Szakmai stáb – Ferencváros | Szakmai stáb – Ferencváros II. | Szakmai stáb – Ferencváros II. |
| ------------------------- | ------------------ | -------------------------- | -------------------------- | ------------------------------ | ------------------------------ |
| Elnök                     | Kubatov Gábor      | Vezetőedző                 | Robbie Keane               | Vezetőedző                     | Korolovszky Gábor              |
| Ügyvezető alelnök         | Nyíri Zoltán       | Másodedző                  | Rory Delap                 | Másodedző                      | Szalai Áron                    |
| Elnökségi tagok           | dr. Bácskai János  | Másodedző                  | Leandro de Almeida         | Kapusedző                      | Házi László                    |
| Elnökségi tagok           | Rákosi Gyula       | Technikai vezető           | Jeferson Alex dos Santos   | Technikai vezető               | Haáz Ferenc                    |
| Elnökségi tagok           | Kökény Beatrix     | Kapusedző                  | Balogh Tamás               | Videóelemző                    | Bíró Dávid                     |
| Elnökségi tagok           | Rékasi Tibor       | Videóelemző                | Vincenzo Sasso             | Erőnléti edző                  | Bognár Márton                  |
| Elnökségi tagok           | Rieb György        | Erőnléti edző              | Kovács Bence               | Masszőr                        | Széll Tamás                    |
| Felügyelő bizottság elnök | Kassai György      | Erőnléti edző              | Dr. Pánics Gergely         |                                |                                |
| Gazdasági főigazgató      | Szalai Miklós      | Erőnléti edző              | Dr. Reha Gábor             |                                |                                |
| Felügyelő bizottság tagok | dr. Balczó Gábor   | Erőnléti edző              | Federico Pannoncini        |                                |                                |
| Felügyelő bizottság tagok | Burg Péter         | Fizioterapeuta             | Peter Friar                |                                |                                |
| Felügyelő bizottság tagok | dr. Deák Péter     | Fizioterapeuta             | Nagy Richárd               |                                |                                |
| Felügyelő bizottság tagok | Kerényi Botond     | Masszőr                    | Lipcsei Gábor              |                                |                                |
|                           |                    | Masszőr                    | Demény László              |                                |                                |
| Makkai Ádám               |                    | Masszőr                    |                            |                                |                                |
| Sportpszichiáter          | Dr. Kárpáti Róbert |                            |                            |                                |                                |
| Csapatmenedzser           | Kökény Antal       |                            |                            |                                |                                |
| Mérkőzés- és videóelemző  | Balogh Ákos        |                            |                            |                                |                                |
| Szertáros / Masszőr       | Czakó Péter        |                            |                            |                                |                                |

## Szponzorok
Főszponzor: 
Stadion névadószponzor
- Groupama Biztosító Zrt.

Exkluzív Partnerek:
- Telekom Nyrt. és T-systems Zrt.
- FŐGÁZ Zrt.
- FCSM Zrt.
- Mercarius Flottakezelő Kft.

Felszerelés Szállító:
- Nike

Beszállító partnerek:
- Coca Cola
- Dreher Zrt.

### Gyártók, mezszponzorok
| Időszak   | Mezgyártó | Mezszponzor              |
| --------- | --------- | ------------------------ |
| −1987     | adidas    | Márka                    |
| 1987–1990 | adidas    | Pepsi                    |
| 1990–1991 | adidas    | Hargita Kft.             |
| 1991–1992 | adidas    | –                        |
| 1992–1993 | Umbro     | –                        |
| 1993–1995 | Umbro     | West                     |
| 1995–1996 | adidas    | West                     |
| 1996–1999 | adidas    | symphonia                |
| 1999–2000 | adidas    | –                        |
| 2000–2001 | adidas    | Dunapack                 |
| 2002      | adidas    | Arany Ászok              |
| 2002–2003 | adidas    | Westel                   |
| 2003–2004 | Nike      | Westel                   |
| 2004–2007 | Nike      | T-Mobile                 |
| 2007–2008 | Nike      | Orangeways / Interwetten |
| 2008–2009 | Nike      | Orangeways               |
| 2009–2010 | Nike      | Unibet                   |
| 2010–2011 | Nike      | FantasticLeague.com      |
| 2011–2014 | Nike      | Groupama Garancia        |
| 2015      | Nike      | Főtaxi                   |
| 2015–2023 | Nike      | Telekom                  |
| 2023–2024 | Nike      | Telekom / HSA Group      |
| 2024 -    | Macron    | Telekom / Superz         |

## Sikerlista

### Hazai
Jelenleg a Ferencvárosi TC Magyarország legnépszerűbb labdarúgócsapata. 115 szezont játszott az élvonalban, ebből 90 bajnoki szezonban végzett dobogós helyen. 35 bajnoki címmel, 24 magyar kupa-győzelemmel, és 6 magyar szuperkupa-győzelemmel büszkélkedhet.
- NB I
  - Bajnok (35 alkalommal): 1903, 1905, 1906–07, 1908–09, 1909–10, 1910–11, 1911–12, 1912–13, 1925–26, 1926–27, 1927–28, 1931–32, 1933–34, 1937–38, 1939–40, 1940–41, 1948–49, 1962–63, 1964, 1967, 1968, 1975–76, 1980–81, 1991–92, 1994–95, 1995–96, 2000–01, 2003–04, 2015–16, 2018–19, 2019–20, 2020–21, 2021–22, 2022–23,2023–24
  - Ezüstérmes (36 alkalommal): 1902, 1904, 1907–08, 1913–14, 1917–18, 1918–19, 1921–22, 1923–24, 1924–25, 1928–29, 1929–30, 1934–35, 1936–37, 1938–39, 1943–44, 1945 tavasz, 1949–50, 1959–60, 1965, 1966, 1970 tavasz, 1970–71, 1972–73, 1973–74, 1978–79, 1981–82, 1982–83, 1988–89, 1990–91, 1997–98, 1998–99, 2001–02, 2002–03, 2004–05, 2014–15, 2017–18
  - Bronzérmes (22 alkalommal): 1901, 1919–20, 1920–21, 1922–23, 1930–31, 1932–33, 1935–36, 1942–43, 1947–48, 1954, 1955, 1957–58, 1961–62, 1963 ősz, 1969, 1974–75, 1976–77, 1989–90, 1992–93, 1996–97, 2010–11, 2013–14
- NB II
  - Győztes (1 alkalommal): 2008–09
  - Ezüstérmes (1 alkalommal): 2006–07
  - Bronzérmes (1 alkalommal): 2007–08
- Magyar kupa
  - Győztes (24 alkalommal): 1913, 1922, 1927, 1928, 1933, 1935, 1942, 1943, 1944, 1958, 1972, 1974, 1976, 1978, 1991, 1993, 1994, 1995, 2003, 2004, 2015, 2016, 2017, 2022
  - Ezüstérmes (9 alkalommal): 1912, 1931, 1932, 1966, 1977, 1979, 1986, 1989, 2005
- Ligakupa
  - Győztes (2 alkalommal): 2013, 2015
- Szuperkupa
  - Győztes (6 alkalommal): 1993, 1994, 1995 , 2004, 2015, 2016
  - Ezüstérmes (2 alkalommal): 1992, 2003
- Ezüstlabda
  - Győztes (5 alkalommal): 1903, 1904, 1906, 1908, 1909

### Nemzetközi sikerek
A Ferencvárosi TC nemzetközi szinten is a legsikeresebb és a legismertebb magyar labdarúgócsapat.
- Vásárvárosok kupája  (VVK)
  - Győztes (1 alkalommal): 1965
  - Ezüstérmes (1 alkalommal): 1968
  - Elődöntős (1 alkalommal):1963
- Kupagyőztesek Európa-kupája (KEK)
  - Ezüstérmes (1 alkalommal): 1975
- Közép-európai kupa (KK)
  - Győztes (2 alkalommal): 1928, 1937
  - Ezüstérmes (4 alkalommal): 1935, 1938, 1939, 1940 (a döntőt nem rendezték meg)
- Bajnokcsapatok Európa-kupája (BEK)/Bajnokok Ligája (BL)
  - Negyeddöntős (1 alkalommal): 1965-66
  - Csoportkörös (2 alkalommal): 1995–96, 2020–21
- UEFA-kupa/Európa-liga (EL)
  - Elődöntős (1 alkalommal): 1971-72
  - Nyolcaddöntős (1 alkalommal): 2022-23
  - Csoportkörös (5 alkalommal): 2004–05, 2019–20, 2021–22,2022–23,2024-25
- UEFA Konferencia Liga
  - Csoportkörös (1 alkalommal): 2023-24
- Challenge Kupa
  - Győztes (1 alkalommal): 1909
  - Döntős (1 alkalommal): 1911
- Teresa Herrera-kupa
  - Győztes (1 alkalommal): 1970
- Impact Kupa
  - Győztes (1 alkalommal): 2013
- Masped Kupa
  - Győztes (1 alkalommal): 2016

### A legnagyobb klubsiker
A csapat 1965. június 23-án, Torinóban, 30 000 néző előtt játszotta a Vásárvárosok Kupájának döntőjét (Az UEFA-kupa elődje, később Európa-liga) a Juventus ellen. A mérkőzés egyetlen gólját Fenyvesi Máté szerezte a 74. percben, mely révén (azóta is egyedüli magyar klubcsapatként) az FTC elhódította a trófeát.
| A Ferencváros nyertes csapata: | A Ferencváros nyertes csapata: | A Ferencváros nyertes csapata: | A Ferencváros nyertes csapata: | A Ferencváros nyertes csapata: | A Ferencváros nyertes csapata: | A Ferencváros nyertes csapata: | A Ferencváros nyertes csapata: | A Ferencváros nyertes csapata: | A Ferencváros nyertes csapata: | A Ferencváros nyertes csapata: | A Ferencváros nyertes csapata: | A Ferencváros nyertes csapata: | A Ferencváros nyertes csapata: | A Ferencváros nyertes csapata: | A Ferencváros nyertes csapata: | A Ferencváros nyertes csapata: | A Ferencváros nyertes csapata: | A Ferencváros nyertes csapata: | A Ferencváros nyertes csapata: | A Ferencváros nyertes csapata: | A Ferencváros nyertes csapata: | A Ferencváros nyertes csapata: | A Ferencváros nyertes csapata: | A Ferencváros nyertes csapata: | A Ferencváros nyertes csapata: | A Ferencváros nyertes csapata: | A Ferencváros nyertes csapata: | A Ferencváros nyertes csapata: | A Ferencváros nyertes csapata: |
| ------------------------------ | ------------------------------ | ------------------------------ | ------------------------------ | ------------------------------ | ------------------------------ | ------------------------------ | ------------------------------ | ------------------------------ | ------------------------------ | ------------------------------ | ------------------------------ | ------------------------------ | ------------------------------ | ------------------------------ | ------------------------------ | ------------------------------ | ------------------------------ | ------------------------------ | ------------------------------ | ------------------------------ | ------------------------------ | ------------------------------ | ------------------------------ | ------------------------------ | ------------------------------ | ------------------------------ | ------------------------------ | ------------------------------ | ------------------------------ |
| 1 Géczi István                 |                                |                                |                                |                                |                                |                                |                                |                                |                                |                                |                                |                                |                                |                                |                                |                                |                                |                                |                                |                                |                                |                                |                                |                                |                                |                                |                                |                                |                                |
| 2 Novák Dezső                  | 2 Novák Dezső                  | 2 Novák Dezső                  | 2 Novák Dezső                  | 2 Novák Dezső                  | 2 Novák Dezső                  | 2 Novák Dezső                  | 2 Novák Dezső                  | 2 Novák Dezső                  | 2 Novák Dezső                  | 3 Mátrai Sándor                | 3 Mátrai Sándor                | 3 Mátrai Sándor                | 3 Mátrai Sándor                | 3 Mátrai Sándor                | 3 Mátrai Sándor                | 3 Mátrai Sándor                | 3 Mátrai Sándor                | 3 Mátrai Sándor                | 3 Mátrai Sándor                | 4 Horváth László               | 4 Horváth László               | 4 Horváth László               | 4 Horváth László               | 4 Horváth László               | 4 Horváth László               | 4 Horváth László               | 4 Horváth László               | 4 Horváth László               | 4 Horváth László               |
| 5 Juhász István                | 5 Juhász István                | 5 Juhász István                | 5 Juhász István                | 5 Juhász István                | 5 Juhász István                | 5 Juhász István                | 5 Juhász István                | 5 Juhász István                | 5 Juhász István                | 5 Juhász István                | 5 Juhász István                | 5 Juhász István                | 5 Juhász István                | 5 Juhász István                | 6 Orosz Pál                    | 6 Orosz Pál                    | 6 Orosz Pál                    | 6 Orosz Pál                    | 6 Orosz Pál                    | 6 Orosz Pál                    | 6 Orosz Pál                    | 6 Orosz Pál                    | 6 Orosz Pál                    | 6 Orosz Pál                    | 6 Orosz Pál                    | 6 Orosz Pál                    | 6 Orosz Pál                    | 6 Orosz Pál                    | 6 Orosz Pál                    |
| 7 Karába János                 | 7 Karába János                 | 7 Karába János                 | 7 Karába János                 | 7 Karába János                 | 7 Karába János                 | 8 Varga Zoltán                 | 8 Varga Zoltán                 | 8 Varga Zoltán                 | 8 Varga Zoltán                 | 8 Varga Zoltán                 | 8 Varga Zoltán                 | 9 Albert Flórián               | 9 Albert Flórián               | 9 Albert Flórián               | 9 Albert Flórián               | 9 Albert Flórián               | 9 Albert Flórián               | 10 Rákosi Gyula                | 10 Rákosi Gyula                | 10 Rákosi Gyula                | 10 Rákosi Gyula                | 10 Rákosi Gyula                | 10 Rákosi Gyula                | 11 Fenyvesi Máté               | 11 Fenyvesi Máté               | 11 Fenyvesi Máté               | 11 Fenyvesi Máté               | 11 Fenyvesi Máté               | 11 Fenyvesi Máté               |
| Edző: Mészáros József          |                                |                                |                                |                                |                                |                                |                                |                                |                                |                                |                                |                                |                                |                                |                                |                                |                                |                                |                                |                                |                                |                                |                                |                                |                                |                                |                                |                                |                                |

## Szezonok
| Idény   | Osztály | Helyezés |  |  |  |  |  |  |  |  |  |  |  |  |  |  |  |  |  |  |  |  |  |  |
| ------- | ------- | -------- |  |  |  |  |  |  |  |  |  |  |  |  |  |  |  |  |  |  |  |  |  |  |
|         |         |          |  |  |  |  |  |  |  |  |  |  |  |  |  |  |  |  |  |  |  |  |  |  |
| 2001/02 | I.      | 2.       |  |  |  |  |  |  |  |  |  |  |  |  |  |  |  |  |  |  |  |  |  |  |
| 2002/03 | I.      | 2.       |  |  |  |  |  |  |  |  |  |  |  |  |  |  |  |  |  |  |  |  |  |  |
| 2003/04 | I.      | 1.       |  |  |  |  |  |  |  |  |  |  |  |  |  |  |  |  |  |  |  |  |  |  |
| 2004/05 | I.      | 2.       |  |  |  |  |  |  |  |  |  |  |  |  |  |  |  |  |  |  |  |  |  |  |
| 2005/06 | I.      | 6.       |  |  |  |  |  |  |  |  |  |  |  |  |  |  |  |  |  |  |  |  |  |  |
| 2006/07 | II.     | 2.       |  |  |  |  |  |  |  |  |  |  |  |  |  |  |  |  |  |  |  |  |  |  |
| 2006/07 | II.     | 2.       |  |  |  |  |  |  |  |  |  |  |  |  |  |  |  |  |  |  |  |  |  |  |
| 2007/08 | II.     | 3.       |  |  |  |  |  |  |  |  |  |  |  |  |  |  |  |  |  |  |  |  |  |  |
| 2007/08 | II.     | 3.       |  |  |  |  |  |  |  |  |  |  |  |  |  |  |  |  |  |  |  |  |  |  |
| 2008/09 | II.     | 1.       |  |  |  |  |  |  |  |  |  |  |  |  |  |  |  |  |  |  |  |  |  |  |
| 2008/09 | II.     | 1.       |  |  |  |  |  |  |  |  |  |  |  |  |  |  |  |  |  |  |  |  |  |  |
| 2009/10 | I.      | 7.       |  |  |  |  |  |  |  |  |  |  |  |  |  |  |  |  |  |  |  |  |  |  |
| 2010/11 | I.      | 3.       |  |  |  |  |  |  |  |  |  |  |  |  |  |  |  |  |  |  |  |  |  |  |
| 2011/12 | I.      | 11.      |  |  |  |  |  |  |  |  |  |  |  |  |  |  |  |  |  |  |  |  |  |  |
| 2012/13 | I.      | 5.       |  |  |  |  |  |  |  |  |  |  |  |  |  |  |  |  |  |  |  |  |  |  |
| 2013/14 | I.      | 3.       |  |  |  |  |  |  |  |  |  |  |  |  |  |  |  |  |  |  |  |  |  |  |
| 2014/15 | I.      | 2.       |  |  |  |  |  |  |  |  |  |  |  |  |  |  |  |  |  |  |  |  |  |  |
| 2015/16 | I.      | 1.       |  |  |  |  |  |  |  |  |  |  |  |  |  |  |  |  |  |  |  |  |  |  |
| 2016/17 | I.      | 4.       |  |  |  |  |  |  |  |  |  |  |  |  |  |  |  |  |  |  |  |  |  |  |
| 2017/18 | I.      | 2.       |  |  |  |  |  |  |  |  |  |  |  |  |  |  |  |  |  |  |  |  |  |  |
| 2018/19 | I.      | 1.       |  |  |  |  |  |  |  |  |  |  |  |  |  |  |  |  |  |  |  |  |  |  |
| 2019/20 | I.      | 1.       |  |  |  |  |  |  |  |  |  |  |  |  |  |  |  |  |  |  |  |  |  |  |
| 2020/21 | I.      | 1.       |  |  |  |  |  |  |  |  |  |  |  |  |  |  |  |  |  |  |  |  |  |  |
| 2021/22 | I.      | 1.       |  |  |  |  |  |  |  |  |  |  |  |  |  |  |  |  |  |  |  |  |  |  |
| 2022/23 | I.      | 1.       |  |  |  |  |  |  |  |  |  |  |  |  |  |  |  |  |  |  |  |  |  |  |
| 2023/24 | I.      | 1.       |  |  |  |  |  |  |  |  |  |  |  |  |  |  |  |  |  |  |  |  |  |  |

## Európai kupákban való szereplés
- Vásárvárosok Kupája-győztes: 1965
- Vásárvárosok Kupája-döntős: 1968
- Kupagyőztesek Európa-kupája-döntős: 1975
- Közép-európai Kupa-győztes: 1928, 1937
- Közép-európai Kupa-döntős: 1935, 1938, 1939
- Bajnokok Ligája, csoportkör: 1995, 2020
- UEFA-kupa, csoportkör: 2004
- Európa-liga, csoportkör: 2019, 2021, 2022, 2024
- Európa-liga, nyolcaddöntő: 2022

## Hazai rekordok
- Az 1932/33 szezonban az FTC a Magyar labdarúgókupa döntőjében történelmi jelentőségű győzelmet ért el az Újpest ellen (11:1). Kupadöntőben a gólarányokat tekintve ez a mai napig rekord. A mérkőzést 1933. május 25-én a Hungária körúti pályán játszotta a két csapat.
- Az 1931/32 szezonban az FTC az összes (22) meccsét megnyerte, erre csak az 1901-es bajnokságban a BTC volt képes Magyarországon, és világszerte is ritkaságszámba megy.
- Az FTC nevéhez fűződik az NB1-es bajnoki meccseken elért legmagasabb nézőszám is. Az akkor Kinizsi néven szereplő egyesület 1955. március 27-én a Bp. Honvéd (0–0) elleni találkozóját telt ház előtt, 98000 néző látta. A Kispest elleni Népstadionban lejátszott meccs a mai napig nézőcsúcsnak számít.[39][40]
- A Ferencváros az egyetlen magyar klub, amelynek soraiban Aranylabdás labdarúgó is játszott, Albert Flórián személyében.
- A Fradi adta a legtöbb válogatott játékost: Az FTC-ből az évtizedek során eddig közel 170-en[41] ölthették magukra a címeres mezt, míg a listán második helyen álló Újpest mintegy 130 játékost adott a nemzeti együttesnek.
- Az FTC-ből került ki a legtöbb gólkirály: Összesen 25 alkalommal szerezte ferencvárosi labdarúgó a legtöbb gólt; a Honvéd 24, az Újpest a labdarúgói 21 alkalommal nyerték el a gólkirályi címet. A nem hivatalos bajnokságok nincsenek figyelembe véve!
- 1901-től 2008. augusztus 30-áig az FTC volt a legtöbb magyar élvonalbeli mérkőzést játszó csapat.[42]

## A Ferencvárosi Torna Club gólkirályai az élvonalban
| Bajnokság | Játékos                                     | Rúgott gólok                |
| 1904      | Pokorny József                              | 16 gól1                     |
| 1908-09   | Schlosser Imre                              | 30 gól                      |
| 1909-10   | Schlosser Imre                              | 18 gól                      |
| 1910-11   | Schlosser Imre                              | 38 gól                      |
| 1911-12   | Schlosser Imre                              | 34 gól                      |
| 1912-13   | Schlosser Imre                              | 33 gól                      |
| 1913-14   | Schlosser Imre                              | 21 gól                      |
| 1927-28   | Takács II. József                           | 31 gól                      |
| 1928-29   | Takács II. József                           | 41 gól                      |
| 1929-30   | Takács II. József                           | 40 gól                      |
| 1931-32   | Takács II. József                           | 42 gól                      |
| 1933-34   | Toldi Géza                                  | 27 gól                      |
| 1935-36   | Sárosi György                               | 36 gól                      |
| 1939-40   | Sárosi György                               | 23 gól                      |
| 1940-41   | Sárosi György                               | 29 gól                      |
| 1948-49   | Deák Ferenc                                 | 59 gól                      |
| 1957-58   | Friedmanszky Zoltán Molnár János (MTK)      | 16 gól                      |
| 1959-60   | Albert Flórián                              | 27 gól                      |
| 1960-61   | Albert Flórián Tichy Lajos (Bp. Honvéd)     | 21 gól                      |
| 1965      | Albert Flórián                              | 27 gól                      |
| 1980-81   | Nyilasi Tibor                               | 30 gól (európai ezüstcipős) |
| 1989-90   | Dzurják József                              | 18 gól                      |
| 1995-96   | Igor Nyicsenko (Stadler, FTC)               | 18 gól                      |
| 2015-16   | Böde Dániel                                 | 17 gól                      |
| 2018-19   | Davide Lanzafame Holender Filip (Honvéd FC) | 16 gól                      |
| 2023-24   | Varga Barnabás                              | 20 gól                      |

- 1 Egyes források szerint 12, más források szerint 16 gólt szerzett az idényben![43][44]
- Az 1926-27-es bajnoki szezon gólkirálya Horváth László volt 14 góllal. Az idény elején a Ferencvárosban szerepelt három bajnoki mérkőzésen és egy gólt szerzett. Hivatalosan a III. Kerületi TVE gólkirályának tekintik.

## Egykori és mai híres játékosok
| 1900-as évek - Berán József - Borbás Gáspár - Bródy Sándor - Fritz Alajos - Koltai József - Malaky Mihály - Manglitz Ferenc - Pokorny József 1910-es évek - Blum Zoltán - Gorszky Tivadar - Pataki Mihály - Payer Imre - Rumbold Gyula - Schlosser Imre - Tóth Potya István - Weisz Ferenc 1920-as évek - Amsel Ignác - Bukovi Márton - Furmann Károly - Hungler II János - Kohut Vilmos - Obitz Gábor - Takács I Géza 1930-as évek - Háda József - Korányi Lajos - Lázár Gyula - Lyka Antal - Polgár Gyula - Sárosi György - Takács II József - Táncos Mihály - Toldi Géza - Turay József |  | 1940-es évek - Budai László - Czibor Zoltán - Csanádi Árpád - Csikós Gyula - Deák Ferenc - Gyetvai László - Henni Géza - Kocsis Sándor - Kubala László - Lakat Károly - Mike István - Rudas Ferenc - Sárosi III Béla - Tátrai Sándor 1950-es évek - Dalnoki Jenő - Dékány Ferenc - Gulyás Géza - Kispéter Mihály - Mészáros József - Ombódi Imre 1960-as évek - Albert Flórián - Fenyvesi Máté - Friedmanszky Zoltán - Géczi István - Havasi Sándor - Mátrai Sándor - Novák Dezső - Orosz Pál - Páncsics Miklós - Rákosi Gyula - Szűcs Lajos - Varga Zoltán - Vilezsál Oszkár |  | 1970-es évek - Bálint László - Branikovits László - Ebedli Zoltán - Esterházy Márton - Hajdú József - Juhász István - Kű Lajos - Magyar István - Martos Győző - Megyesi István - Mucha József - Nyilasi Tibor - Pusztai László - Szőke István - Takács László - Vépi Péter 1980-as évek - Bánki József - Dzurják József - Fischer Pál - Jancsika Károly - Józsa Miklós - Judik Péter - Kakas László - Kincses Sándor - Koch Róbert - Kvaszta Lajos - Limperger Zsolt - Pintér Attila - Pogány László - Pölöskei Gábor - Rab Tibor - Rubold Péter - Strausz László - Szabadi László - Szántó Gábor - Szokolai László - Topor Antal - Zsiborás Gábor - Zsinka János |  | 1990-es évek - Balogh Tamás - Kenneth Christiansen - Détári Lajos - Fodor Imre - Hajdu Attila - Hrutka János - Keller József - Goran Kopunović - Zoran Kuntić - Szergej Kuznyecov - Lipcsei Péter - Lisztes Krisztián - Hajnal Tamás - Igor Nyicsenko - Nyilas Elek - Páling Zsolt - Rácz László - Simon Tibor - Szabics Imre - Szeiler József - Szekeres Tamás - Szenes Sándor - Telek András - Wukovics László - Zavadszky Gábor 2000-es évek - Balog Zoltán - Dragóner Attila - Ferenczi István - Gera Zoltán - Huszti Szabolcs - Megyeri Balázs - Rósa Dénes - Paul Shaw - Szűcs Lajos - Tököli Attila - Tőzsér Dániel |  | 2010-es évek - Muhamed Bešić - Miha Blažič - Böde Dániel - Vladan Čukić - Csizmadia Csaba - Dibusz Dénes - Marek Heinz - Davide Lanzafame - Benjamin Lauth - Leandro - Leonardo - Lovrencsics Gergő - David Mateos - Somália - Varga Roland - Végh Zoltán 2020-as évek - Botka Endre - Eldar Ćivić - Ihor Haratyin - Aïssa Laïdouni - Marko Marin - Marquinhos - Samy Mmaee - Tokmac Nguen - Sigér Dávid - Adama Traoré - Myrto Uzuni - Kristoffer Zachariassen - Olekszandr Zubkov |